# Rigidesa (electromagnetisme)
En electromagnetisme, la rigidesa és una mesura de la resistència d'una partícula carregada a ser deflectida per un camp magnètic.
Es defineix com a R = Bρ = pc / q, on B és el valor del camp magnètic, ρ és el radi de Larmor de la partícula dins aquest camp, p és la impulsió de la partícula, c és la velocitat de la llum, i q és la seva càrrega elèctrica. Sovint s'anomena simplement "Bρ". La formula, indica que una partícula de major impulsió (i per tant, massa) tindrà una major resistència a ser desviada dins d'un camp magnètic. Al contrari, una partícula de major càrrega tindrà una menor resistència a ser deflectida.
La unitat de rigidesa R és volts (N·m/C). Una unitat pràctica és GV (10⁹ V) i, en aquest cas, B es mesura en Tesla (T = N·s/C·m), ρ en rad/s, p en kg· m/s, c en m/s, i q en Coulombs.
La rigidesa ve definida per l'acció d'un camp magnètic estàtic, la direcció del qual és perpendicular al vector velocitat de la partícula. El camp magnètic provoca una força perpendicular (força de Lorentz) tant al vector velocitat com al camp, definint un pla dins del qual es mou la partícula. El moviment de la partícula serà circular en un camp uniforme, donant així un radi de curvatura constant.
Si la impulsió de la partícula, p, és en GeV/ c, la rigidesa, mesurada en tesla-metres, és Bρ = 3,3356 pc / q.